# Khalifan
Khalifan (kurde: خەلیفان), est une ville située dans la province d'Erbil en Irak près de Soran.